# Фенвуд (Висконсин)
Фенвуд (енгл. Fenwood) град је у америчкој савезној држави Висконсин.

## Демографија
По попису из 2010. године број становника је 152, што је 22 (-12,6%) становника мање него 2000. године.
| Група             | 2000.        | 2010.       |
| Белци             | 174 (100,0%) | 148 (97,4%) |
| Афроамериканци    | 0 (0,0%)     | 0 (0,0%)    |
| Азијати           | 0 (0,0%)     | 0 (0,0%)    |
| Хиспаноамериканци | 0 (0,0%)     | 4 (2,6%)    |
| Укупно            | 174          | 152         |